# Johan von der Recke (1370-1420)

Wapen von der Recke

Johan von der Recke (1370-ca. 1420), heer van het Haus Reck in Camen, Horst, Neuenburg en Curll, was een zoon van Diederik III von der Recke (1340-1390) en Anna Kettler.
Von der Recke trouwde in 1395 met Fijtje van Böckenförde (1375-).
Een nazaat van hem is Diederik van der Recke (-1538) die bij de verdeling van zijn vaders goederen het Haus Burg in Camen en grote bezittingen op de Pelkumer Heide verkreeg. Deze von der Recke is verantwoordelijk voor de verbouwing van het Haus Reck tot de Burcht Reck. Hij trouwde ca. 1490 met Elisabeth von Hatzfeld. Nazaten van hem zijn onder anderen:
- Diederik von der Recke (1495-1585) ambachtsheer van Camen en Horst. Hij trouwde met Anna van Westfalen.
- Thies von der Recke zu Neuenburg (Schloss Heiden, 1497-1580). Hij trouwde in 1564 met Sophia von Fircks (1542-)
- Jobst von der Recke zu Curll. Hij trouwde in 1572 met Maria von Kettler (ca. 1531-). Zij was een dochter van Conrad V von Ketteler zu Alt-Assen (ca. 1508-1555) drost te Dülmen en Margaretha von Beesten (von Besten) erfvrouwe van Sythen met wie hij in 1530 getrouwd was. Margaretha was een dochter van Johann von Besten zu Sythen en Anna von Diepenbrock zu Buldern.
- Heinrich von der Recke (-1579). Hij is zonder nageslacht overleden.

Johan werd de stamvader van de takken Camen, Horst, Neuenburg en Curll. Zijn broer Godhard II was de stamvader van de takken Heeren, Heessen, Steinfurt en Stockhausen.
In de familie kwamen achtereenvolgens de bezittingen:
- Haus Neuenburg in Kreis Tuckum bij Riga in Koerland (vanaf 1576 tot 1919)
- Haus Berghof bij Kuldīga in Letland Koerland (vanaf 1576 tot 1919)
- Haus Elisenhof in Kreis Tuckum in Koerland (vanaf 1576 tot 1919)
- Haus Schmucken in Kreis Tuckum in Koerland (vanaf 1576 tot 1919)
- Haus Durben bij Tuckum in Koerland (vanaf 1848 tot 1919)
- Haus Paulsgnade bij Mitau in Koerland (vanaf 1848 tot 1919)
- Haus Schlockenbeck in Kreis Mitau in Koerland (vanaf 1848 tot 1919)
- Haus Sesslauken bij Talsi (stad) in kreis Talsen in Koerland (vanaf 1903 tot 1919)
- Haus Alauen in Kreis Mitau in Koerland (vanaf 1911 tot 1919)

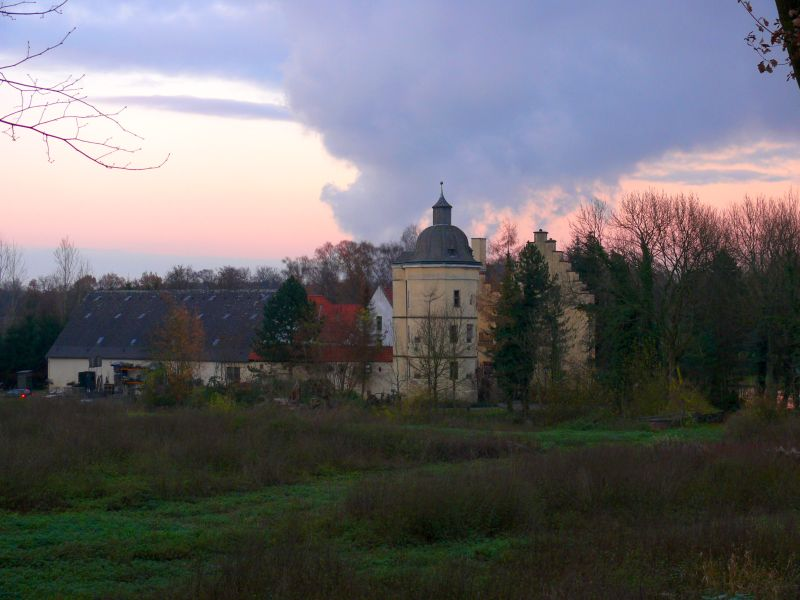
Burcht Reck
Wapen von Böckenförde-Schüngel